# 橘ぱん
橘 ぱん（たちばな ぱん）は日本の美少女ゲームのゲームシナリオライター、小説家。

## 人物
親族の死や親の介護問題などの現実を受けて政治への関心が高まったことで、小池百合子が主催する、政治勉強会「小池塾」に入塾したとインタビューで答えている。

## 主な作品リスト

### ゲーム
- めがちゅ!
- フォセット - Cafe au Le Ciel Bleu -
- そらうた
- 戦国天使ジブリール
- 魔界天使ジブリール4
- 魔界天使ジブリール -episode3-
- 魔界天使ジブリール -episode2-
- 魔界天使ジブリール
- 任侠華乙女
- オト☆プリ
- ぴゅあらっ!
- プラゥヴ クルイード
- うつりぎ七恋天気あめ
- かがち様お慰め奉ります〜寝取られ村淫夜噺〜
- イノセントガール

### 小説
- アネかみ!
- 落ちこぼれの竜殺し
- 高円寺碧のリバーシブルライフ
- 魔導書姫（）は教えてくれない
- クロウ 簒奪の執行者（）
- だから僕は、Hができない。
- 初恋巫女姉妹 色に出けり我が変は
- マゾヒスティック・エクスタシー
- あねちじょ♥マックスハート
- エロ勇者転生 召喚の巫女も姫騎士も淫魔族も！
- キメ恋! 高嶺の花と幼なじみがキマった理由
- 何度でも何度でも懲りずに、君を好きになるラブコメ。
- でび×チキ ブレイブリーソウル 魔界から来た婚約者
- ヤング・マスハス伝 ‐放蕩騎士と小粋な快刀‐ 魔弾の王外伝